# 2. deild islandzka w piłce nożnej (1984)
Sezon 1984 był 30. sezonem drugiego poziomu ligowego piłki nożnej na Islandii. Pierwsze miejsce zajął zespół FH, zdobywając czterdzieści punktów w osiemnastu meczach. Po sezonie awansowały zespoły FH i Víðir Garður, spadły natomiast Tindastóll oraz Einherji.

## Drużyny
Po sezonie 1983 z ligi awansowały zespoły Fram i KA Akureyri, spadły zaś Fylkir oraz Reynir. Ich miejsce zajęły spadające z 1. deild ÍB Vestmannaeyja i ÍB Ísafjörður oraz awansujące z 3. deild Skallagrímur i Tindastóll.
| Uczestnicy poprzedniej edycji                                                                                 | Uczestnicy poprzedniej edycji | Uczestnicy poprzedniej edycji | Uczestnicy poprzedniej edycji |
| --- | ----------------------------- | ----------------------------- | ----------------------------- |
| FH | FH                            | 3                             |                               |
| VGA | Víðir Garður                  | 4                             |                               |
| VÖL | Völsungur Húsavík             | 5                             |                               |
| NJA | Njarðvík                      | 6                             |                               |
| KS | KS                            | 7                             |                               |
| EIH | Einherji                      | 8                             |                               |
| Spadek z 1. deild                                                                                             |                               |                               |                               |
| ÍBV | ÍB Vestmannaeyja              | 9                             |                               |
| ÍBI | ÍB Ísafjörður                 | 10                            |                               |
| Awans z 3. deild                                                                                              |                               |                               |                               |
| SKA | Skallagrímur                  | 1                             |                               |
| TIN | Tindastóll                    | 2                             |                               |
| Oznaczenia: - kolumna pierwsza – skróty nazw drużyn, - kolumna trzecia – miejsce zajęte w poprzednim sezonie. |                               |                               |                               |

## Tabela
| Lp. | Drużyna           | M  | Z  | R | P  | Bramki | Bramki | Różn. | Pkt | Uwagi              |
| --- | ----------------- | -- | -- | - | -- | ------ | ------ | ----- | --- | ------------------ |
| 1   | FH (A)            | 18 | 12 | 4 | 2  | 37     | 18     | +19   | 40  | Awans do 1. deild  |
| 2   | Víðir Garður (A)  | 18 | 10 | 3 | 5  | 34     | 25     | +9    | 33  | Awans do 1. deild  |
| 3   | KS                | 18 | 8  | 6 | 4  | 25     | 20     | +5    | 30  |                    |
| 4   | ÍB Ísafjörður     | 18 | 8  | 5 | 5  | 37     | 26     | +11   | 29  |                    |
| 5   | ÍB Vestmannaeyja  | 18 | 8  | 4 | 6  | 31     | 27     | +4    | 28  |                    |
| 6   | Skallagrímur      | 18 | 8  | 3 | 7  | 33     | 27     | +6    | 27  |                    |
| 7   | Völsungur Húsavík | 18 | 7  | 4 | 7  | 25     | 26     | −1    | 25  |                    |
| 8   | Njarðvík          | 18 | 7  | 3 | 8  | 20     | 21     | −1    | 24  |                    |
| 9   | Tindastóll (S)    | 18 | 2  | 3 | 13 | 17     | 45     | −28   | 9   | Spadek do 3. deild |
| 10  | Einherji (S)      | 18 | 1  | 3 | 14 | 11     | 35     | −24   | 6   | Spadek do 3. deild |

## Wyniki
| Gospodarz \ Gość  | EIH | FH  | NJA | KS  | SKA | TIN | ÍBV | VGA | VÖL | ÍBI |
| Einherji          |     | 1:2 | 0:1 | 0:1 | 0:1 | 1:4 | 1:2 | 0:3 | 2:0 | 1:3 |
| FH                | 2:1 |     | 3:2 | 2:0 | 3:0 | 6:1 | 3:2 | 1:2 | 3:2 | 0:0 |
| Njarðvík          | 3:0 | 1:2 |     | 1:0 | 2:1 | 2:2 | 0:1 | 0:1 | 0:1 | 2:1 |
| KS                | 3:1 | 1:1 | 1:1 |     | 1:1 | 2:1 | 2:1 | 3:0 | 0:0 | 4:2 |
| Skallagrímur      | 1:0 | 0:1 | 3:0 | 1:2 |     | 3:0 | 2:2 | 3:0 | 3:0 | 2:3 |
| Tindastóll        | 0:0 | 1:4 | 0:1 | 1:2 | 1:2 |     | 0:0 | 0:2 | 1:2 | 1:3 |
| ÍB Vestmannaeyja  | 4:0 | 1:1 | 1:0 | 2:0 | 3:2 | 4:2 |     | 2:2 | 1:2 | 1:2 |
| Víðir Garður      | 3:1 | 2:0 | 2:1 | 2:2 | 3:4 | 1:2 | 4:0 |     | 1:0 | 2:2 |
| Völsungur Húsavík | 2:2 | 1:1 | 0:1 | 3:1 | 2:2 | 3:0 | 1:2 | 1:4 |     | 2:0 |
| ÍB Ísafjörður     | 0:0 | 2:2 | 2:2 | 0:0 | 4:2 | 7:0 | 3:2 | 3:0 | 2:3 |     |

Źródło:  (ang.)
Objaśnienia:
1Drużyna gospodarzy jest wymieniona po lewej stronie tabeli.
Kolory: zielony – zwycięstwo gospodarzy, żółty – remis, różowy – zwycięstwo gości.

## Najlepsi strzelcy
| Bramki | Strzelcy              | Drużyna       |
| ------ | --------------------- | ------------- |
| 13     | Garðar Jónsson        | Skallagrímur  |
| 11     | Guðmundur Magnússon   | ÍB Ísafjörður |
| 10     | Ingi Björn Albertsson | FH            |
| 9      | Pálmi Jónsson         | FH            |
| 9      | Grétar Einarsson      | Víðir Garður  |